# Cơn mưa thịt viên 2
Cơn mưa thịt viên 2 (tiếng Anh: Cloudy with a Chance of Meatballs 2) là phim hoạt hình máy tính Mỹ 2013 do Sony Pictures Animation sản xuất và phát hành bởi Columbia Pictures. Phim là phần kế tiếp của Cơn mưa thịt viên (2009). Phim được công chiếu vào ngày 27 tháng 9 năm 2013. Doanh thu phim ước đạt $274 triệu tại Mỹ với kinh phí sản xuất là $78 triệu.

## Nội dung
Sau khi nhà khoa học Flint Lockwood cứu hòn đảo Chew-and-swallow của mình khỏi phát minh của mình là FLDSMDFR (tắt của Flint Lockwood Diatonic Super Mutating Dynamic Food Replicator). Chester V, CEO của Tập đoàn Live và là thần tượng thời thơ ấu của Flint, cung cấp các dịch vụ của công ty để trợ giúp đảo sạch thực phẩm. Anh ta thuê Flint, nhưng trong nhiệm kỳ ngắn ngủi của mình tại Tập đoàn Live, Flint tham gia một cuộc cạnh tranh để được thăng chức, chỉ để công khai làm bẽ mặt bản thân một cách tình cờ thông qua một phát minh của anh ta có tên là "Party-in-a-Box", nó sớm bị lỗi.
Sau đó, Chester thông báo với Flint rằng FLDSMDFR vẫn đang hoạt động và tạo ra các sinh vật thực phẩm có trí giác được gọi là động vật lai đồ ăn, một trong số đó đã tấn công các nhân viên của anh ta đóng quân trên Swallow Falls. Chester nói với Flint rằng anh ta cần phải đi một mình đến hòn đảo, tìm FLDSMDFR và lắp một thiết bị giống ổ đĩa flash USB được gọi là "BS-USB" để tắt nó. Tuy nhiên, Flint đưa chú khỉ cưng Steve, bạn gái là nhà khí tượng học Sam Sparks, người quay phim của cô ấy là Manny, sĩ quan cảnh sát Earl Devereaux, và linh vật cũ của Chew-and-swallow "Chicken" Brent McHale. Flint cũng miễn cưỡng chấp nhận sự giúp đỡ của Tim Lockwood, người cha góa vợ của anh, người đưa họ đến hòn đảo bằng thuyền đánh cá của mình. Khi Chester biết rằng Flint không đơn độc, anh ta và trợ lý đười ươi bị lạm dụng nhiều của mình, Barb đã tập hợp một số nhân viên của họ và theo dõi.
Trong khi Tim ở trên thuyền và làm bạn với một số loại dưa chua, Flint và những người bạn của anh ấy làm việc theo cách của họ trong môi trường giống như rừng rậm của thức ăn hiện đã bao phủ hoàn toàn hòn đảo. Họ chạm trán với nhiều thức ăn, trong đó có một con dâu tây được Sam đặt tên là "Barry". Một Cheespider (nhện lai pho mát) kẻ ăn bám đã tấn công các nhân viên của Chester, đuổi theo Flint và cả nhóm, nhưng Chester đến, xua đuổi nó và tham gia nhiệm vụ. Sam trở nên nghi ngờ về động cơ của Chester, vì những tuyên bố của anh ta về việc đồ ăn là nguy hiểm không phù hợp với những gì họ đã quan sát. Flint quá sợ hãi về việc không nghe lời, cuối cùng dẫn Sam, Earl, Manny và Brent tự mình tấn công. Họ gặp lại và kết bạn với Cheespider, phát hiện ra rằng nó chỉ có hành động thù địch với những người đeo thiết bị của Tập đoàn Live. Khi nhóm suy luận rằng các động vật lai đồ ăn đã nhận ra điều gì đó nham hiểm về tập đoàn, vì từ "live" (sống) trong logo của tập đoàn là một phép đảo ngữ của "evil" (ác), họ sau đó bị nhân viên của Chester bắt khi họ cố gắng quay lại và cảnh báo Flint.
Flint, Chester và Barb theo dõi FLDSMDFR, nhưng sau khi gặp gỡ và kết bạn với một số loại kẹo dẻo sống mà nó tạo ra, Flint bất chấp Chester và từ chối sử dụng BS-USB. Tuy nhiên, Chester đã vô tình đưa thiết bị vào máy, tiết lộ đây là một thiết bị hack được thiết kế để lập trình lại nó. Với FLDSMDFR hiện nằm trong quyền kiểm soát của mình, Chester loại bỏ Flint và bắt đầu thu giữ thức ăn, có ý định sử dụng chúng làm nguyên liệu chính cho dòng quán ăn sắp tới của Tập đoàn Live, khi anh phát hiện ra rằng thức ăn của FLDSMDFR có vị ngon hơn thức ăn thông thường. Kẹo dẻo giải cứu Flint và đoàn tụ anh với Tim. Bộ đôi nhận ra rằng, nếu không có FLDSMDFR, các thức ăn hiện có sẽ chết dần. Khi Flint gửi lời chia buồn của mình, anh ấy đã rất ngạc nhiên khi phát hiện ra rằng các động vật lai đồ ăn đã xem các đoạn phim lưu trữ về việc anh ấy tạo ra FLDSMDFR và tôn kính anh ấy là người tạo ra họ. Biết vậy, Flint thề sẽ cứu hòn đảo.
Tim và nhóm thực phẩm phóng Flint và Barry vào căn cứ của Tập đoàn Live chưa hoàn thành. Một số thức ăn nuôi nhốt được Barry giải phóng và chúng giúp chống lại nhân viên của công ty. Flint đối mặt với Chester, người đe dọa sẽ biến bạn bè của mình thành quán ăn. Khi Barb bắt đầu tỏ ra miễn cưỡng, Chester gạt cô ra và chiến đấu với Flint một mình. Flint sử dụng phát minh "Party-in-a-Box" của mình để đánh bại hắn ta và cứu các nạn của mình. Chester cố gắng trốn thoát bằng FLDSMDFR, và bị truy đuổi bởi bầy động vật lai đồ ăn và Flint. Barb lật tẩy Chester vì hành vi lạm dụng của anh ta và đánh cắp chiếc máy trở lại, trong khi Chester bị Cheespider nuốt chửng. Flint trả FLDSMDFR về nơi nó được tìm thấy, giải phóng nó khỏi sự kiểm soát của Chester và hòa giải với bạn bè của anh ta. Những cư dân của Swallow Falls trở về ngôi nhà bình thường của họ, thích nghi với hệ sinh thái đã bị thay đổi và vui vẻ tiếp tục cuộc sống của họ. FLDSMDFR tiếp tục tạo ra những loài động vật lai đồ ăn và cùng chung sống một cách hòa bình cùng với những người dân trên đảo.

## Diễn viên lồng tiếng
- Bill Hader lồng tiếng Flint Lockwood[2]
- Bridget Hoffman lồng tiếng Flint Lockwood (hồi nhỏ)
- Anna Faris lồng tiếng Sam Sparks[2]
- James Caan lồng tiếng Tim Lockwood[2]
- Will Forte lồng tiếng Chester V
- Andy Samberg lồng tiếng Brent McHale[2]
- Neil Patrick Harris lồng tiếng chú khỉ Steve[2]
- Benjamin Bratt lồng tiếng Manny[2]
- Terry Crews lồng tiếng sĩ quan cảnh sát Earl Devereaux.[8]
- Kristen Schaal lồng tiếng Barb[8][9]
- Khamani Griffin lồng tiếng Cal Devereaux - con trai sĩ quan cảnh sát Earl Devereaux
- Al Roker lồng tiếng Patrick Patrickson.
- Cody Cameron lồng tiếng quả dâu tây Barry và Dưa chua.[10]
- Melissa Sturm lồng tiếng Sentinel Louise và nhà khoa học tập đoàn Live.
- Kris Pearn lồng tiếng Shrimpanzees,[10] Sentinel Peter và Labcoat Jenny.
- Craig Kellman lồng tiếng Flintly McCallahan và Idea Pants Guy.